# 아포스톨로스 벨리오스
아포스톨로스 벨리오스(그리스어: Απόστολος Βέλλιος, 1992년 1월 8일, 그리스 테살로니키 ~ )는 그리스 출신의 축구 선수이다. 현재 PEC 즈볼러에서 뛰고 있으며 그리스 축구 국가대표팀에서 활약하고 있다.

## 선수 경력

### 에버튼
풀햄 FC, 올림피아코스 FC, AEK 아테네 FC, 볼로냐 FC 1909 등의 관심을 받아온 벨리오스는 2011년 1월 겨울 이적 시장에서 에버튼과 4년 계약을 체결, 에버튼 리저브 팀에 합류했다. 리저브 팀에서의 데뷔전이었던 블랙번 로버스 리저브 팀과의 경기에서 데뷔골을 기록한 이후 루이 사하, 팀 케이힐 등 팀의 주전 공격수들의 연이은 부상으로 인해 1군 선수단에 합류하게 되었다. 아스톤 빌라와의 프리미어리그 31라운드 경기에서 80분경 실뱅 디스탱과 교체되어 프리미어리그 무대에 데뷔하였다.